# Baryconus dryas
Baryconus dryas är en stekelart som beskrevs av Mikhail Vasilievich Kozlov och Lê 1987. Baryconus dryas ingår i släktet Baryconus och familjen Scelionidae. Inga underarter finns listade.